# Ablanitsa (Lovetsj)
Ablanitsa (Bulgaars: Абланица) is een dorp in Bulgarije. Het is gelegen in de gemeente Lovetsj, oblast Lovetsj.

## Bevolking
In de eerste volkstelling van 1934 telde het dorp 1.097 inwoners. Dit aantal is sinds 1934 continu afgenomen. Op 31 december 2019 telde het dorp 109 inwoners.
Het dorp bestaat vooral uit etnische Bulgaren (143 respondenten in 2011, oftewel 99,3%).
| Etnische samenstelling van de respondenten (2011) | Etnische samenstelling van de respondenten (2011) | Etnische samenstelling van de respondenten (2011) | Etnische samenstelling van de respondenten (2011) | Etnische samenstelling van de respondenten (2011) |
| ------------------------------------------------- | ------------------------------------------------- | ------------------------------------------------- | ------------------------------------------------- | ------------------------------------------------- |
|                                                   |                                                   |                                                   |                                                   |                                                   |
| Bulgaren                                          | Bulgaren                                          |                                                   | 99,3%                                             | 99,3%                                             |
| Turken                                            | Turken                                            |                                                   | 0,0%                                              | 0,0%                                              |
| Roma                                              | Roma                                              |                                                   | 0,0%                                              | 0,0%                                              |
| Anders/Onbekend                                   | Anders/Onbekend                                   |                                                   | 0,7%                                              | 0,7%                                              |

Van de 144 inwoners in februari 2011 werden geregistreerd, waren er 5 jonger dan 15 jaar oud (3,5%), gevolgd door 68 personen tussen de 15-64 jaar oud (47,2%) en 71 personen van 65 jaar of ouder (49,3%).